# 瑟德港
瑟德港是位于瑞典耶夫勒堡省东部瑟德港市镇的城区，位于波的尼亚湾畔。面积10.36平方公里，人口12,056人（2005年）。